# Sainte-Ursule (Québec)
Pour les articles homonymes, voir Sainte Ursule (homonymie).
Sainte-Ursule est une municipalité du Québec (Canada) située dans la municipalité régionale de comté de Maskinongé et la région administrative de la Mauricie.

## Histoire

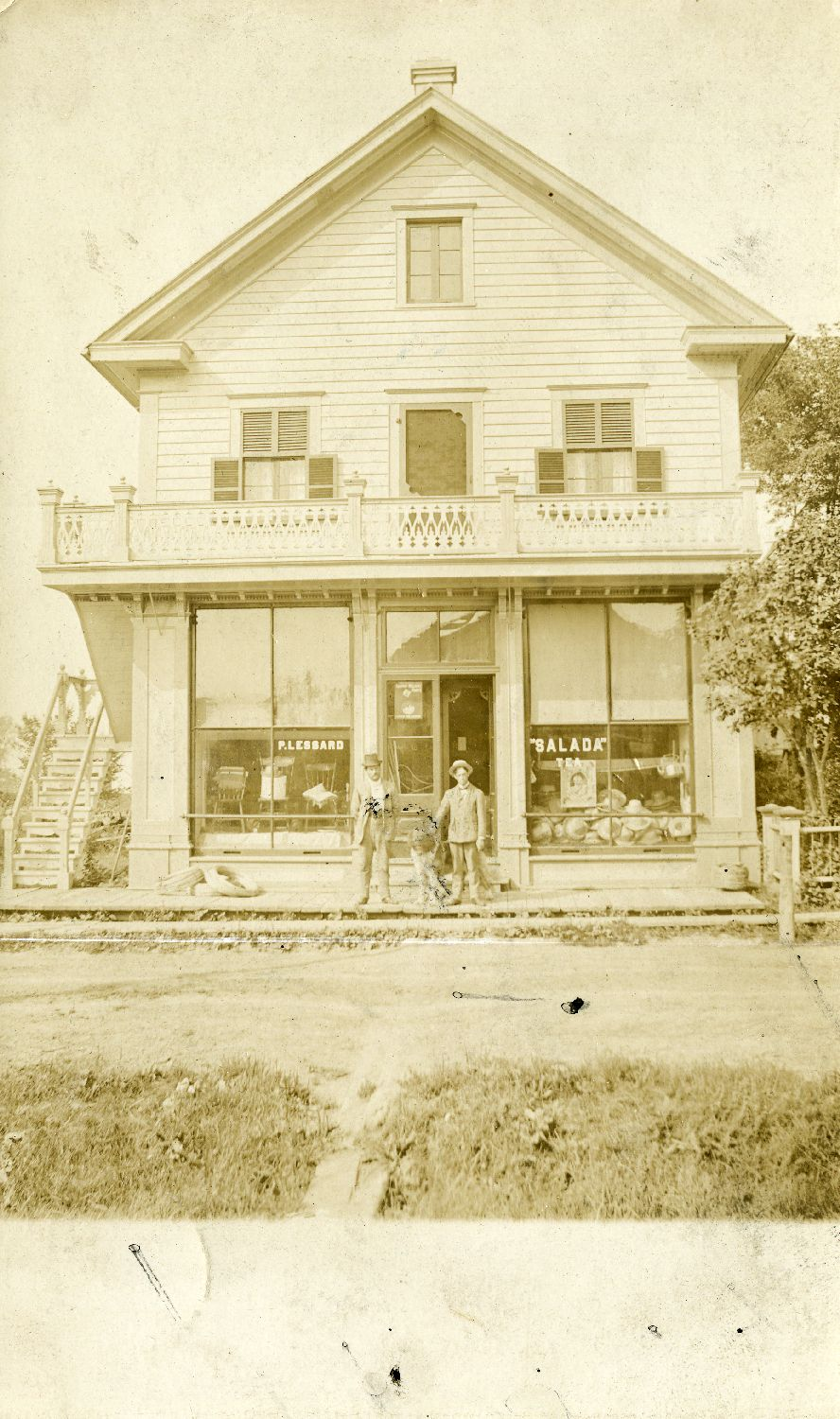
Sainte-Ursule, 1910

- 1er juillet 1855: La municipalité de paroisse de Sainte-Ursule a été constituée lors du découpage original du Québec. Elle est nommée en l'honneur d'Ursule, au centre de la légende chrétienne des onze mille vierges.
- 1er janvier 1950: Une partie de Sainte-Ursule se détache pour former Saint-Édouard-de-Maskinongé.

Le 10 février 2018, la municipalité de la paroisse de Sainte-Ursule change son statut pour celui de municipalité.

## Géographie
La rivière Maskinongé délimite le nord-ouest de la municipalité traverse la partie nord-ouest puis délimite le sud-ouest de la municipalité. La Petite rivière du Loup traverse la municipalité du nord-est vers le sud-est.

## Démographie
| 1996  | 2001  | 2006  | 2011  | 2016  | 2021  |
| ----- | ----- | ----- | ----- | ----- | ----- |
| 1 431 | 1 462 | 1 419 | 1 375 | 1 330 | 1 355 |

## Administration
Les élections municipales se font en bloc pour le maire et les six conseillers.
| Sainte-Ursule Maires depuis 2001                                                                                     |                |         |          |
| Élection | Maire          | Qualité | Résultat |
| 2001 | Denis Chrétien |         | Voir     |
| 2005 | Réjean Carle   |         | Voir     |
| 2009 | Réjean Carle   | Voir    |          |
| 2013 | Réjean Carle   | Voir    |          |
| 2017 | Réjean Carle   | Voir    |          |
| 2021 | Réjean Carle   | Voir    |          |
| Élection partielle en italique Depuis 2005, les élections sont simultanées dans toutes les municipalités québécoises |                |         |          |

## Attrait

### Le parc des Chutes-de-Sainte-Ursule

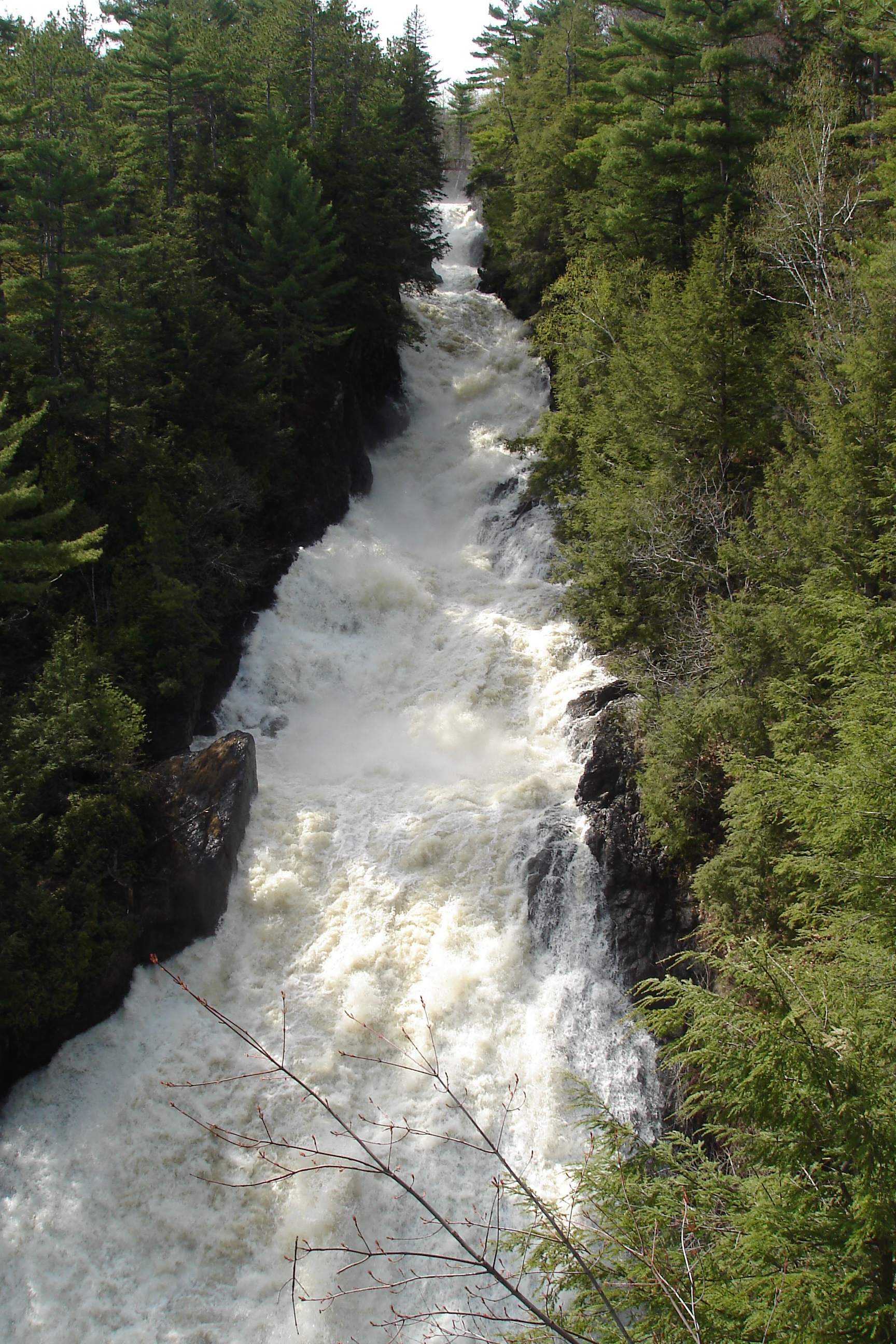
Chutes Sainte-Ursule.

Le parc des Chutes-de-Sainte-Ursule est un site de randonnée pédestre aménagé situé sur la rivière Maskinongé. La rivière se dérobe pour former sept chutes sur une distance de quelques mètres. Se suivent donc: fosse, cascade, gorge et paysage géologique impressionnant dû à l'érosion. Elle a été jadis le lieu d'une activité forestière importante pour la municipalité.
En 1811 s'établissaient à cet endroit un moulin à scie et une pulperie qui y a été en opération de 1882 à 1907. On y voit maintenant encore les vestiges sur une île située près de l'ancien lit de la rivière. Il y avait de plus des moulins à scie et à pâtes de bois qui furent en activité de 1850 à 1898.
Ces sept chutes ont une dénivellation totale de 72 mètres, et la chute la plus importante possède une inclinaison de 45° et a une hauteur de 30 mètres.